# موجة زاحفة

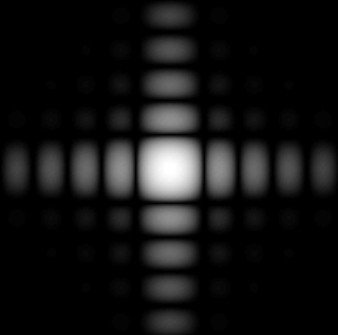

وفقا لمبدأ الحيود، عندما تمر مقدمة الموجة عائق، فإنها تنتشر في الفضاء المظلل. الموجة الزاحفة في الكهرومغناطيسية أو الصوتيات هي الموجة التي تحيد حول السطح المظلل لجسم أملس مثل الكرة.
تعمل الموجات الزاحفة على توسيع انتشار الموجة الأرضية لراديو الطول الموجي الطويل (التردد المنخفض) بشكل كبير. كما أنها تجعل أذن الشخص تسمع صوتًا، بدلاً من الأذن فقط على جانب الرأس التي تواجه أصل الصوت. في المدى الراداري، عودة الموجة الزاحفة يبدو أنها تأتي من خلف الهدف.
قدم فلاديمير فوك مساهمات هامة لفهم وحساب الموجات الزاحفة. يتم وصفها من قبل وظائف آيري.